# Ojin
Keizer Ōjin (応神天皇, Ōjin-tennō) is de vijftiende keizer van Japan, volgens de traditionele opvolgvolgorde.
Met Ōjin begint de daadwerkelijke geschiedenis, en zijn voorgangers worden dan ook als geheel of gedeeltelijk mythologisch gezien. Volgens de officiële lijsten regeerde Ōjin tussen 270 en 310, maar geschiedkundigen achten een regeerperiode rond 400 meer waarschijnlijk.
Volgens de legende had keizerin Jingū, de vrouw van keizer Chūai, van de goden het bevel gekregen dat de keizer een militaire expeditie tegen Korea moest opzetten, maar deze weigerde. Hierop kreeg zij opnieuw een bericht van de goden: aan Chūai zou de troon ontnomen worden, maar het kind waarvan zij zwanger was, zou keizer worden als zij de gewenste expeditie in Chūais plaats zou doen. Chūai stierf en Jingū trok inderdaad op tegen Korea, waarbij zij de geboorte uitstelde tot de expeditie afgelopen was. Toen Jingū naar Japan terugkeerde, werd Ōjin geboren.
Het is inderdaad bekend dat in deze tijd (rond 400) Japanse militaire actie tegen Korea plaatsvond. Japan gaf bij tijd en wijle militaire hulp aan Paekche, een van de Drie Koninkrijken.
Er zijn sterke aanwijzingen dat er een breuk is in de keizerlijke afstamming tussen Chūai en Ōjin. Niet alleen bovenstaande geschiedenis zou op die wijze te lezen kunnen zijn, ook worden Ōjin en zijn opvolger Nintoku beschreven zoals in de Chinese geschiedenis de glorierijke stichters van een nieuwe dynastie. Egami Namio bracht in 1948 de theorie naar voren dat Ōjin in het geheel geen Japanner was, maar een ruiterleider die vanuit het vasteland (Mantsjoerije/Korea) Japan veroverde. Deze theorie wordt echter door de meeste Japanse geleerden verworpen.
Volgens het boek "Paekche (Korea) and Yamato (Japan)" van Hong bestaan er sterke aanwijzingen, dat Homuda Wake van Paekche en Ōjin een en dezelfde persoon zijn. Deze Homuda Wake zou men kunnen zien als de stichter van het Japanse keizerrijk. De naam van de eerste hoofdstad Nara is ook de benaming voor het Koreaanse woord voor land/staat. Als men de Nihon Shoki goed leest, ontdekt men dat er verwijzingen in staan naar Kudara. Kudara is de oud-Japanse benaming voor Paekche/Baekje. Verder staan er in de Nihon Shoki verwijzingen naar Kaya, dat in Japanse bronnen zoals de Nihon Shoki en Kojiki Minimana of Imna genoemd wordt.
Het blijft moeilijk te bewijzen dat Ōjin inderdaad afkomstig is van Paekche. Dit komt ook doordat men in Japan tot op de dag tot vandaag weigert bepaalde graven uit de vierde/vijfde eeuw te openen. Dit zou te maken kunnen hebben met de Japanse identiteit als een homogeen volk. De voorouders van de huidige Japanners zijn in feite in verschillende golven naar het land gekomen. Ook de Japanse taal is hiervan een reflectie.
* Regent Jingu staat niet op de traditionele lijst.